# Réaumur (Mondkrater)
Réaumur ist ein Einschlagkrater auf der Mondvorderseite am südlichen Rand des Sinus Medii, östlich des Kraters Flammarion und nordwestlich von Hipparchus.
Der Kraterrand ist stark erodiert und teilweise verschwunden. Das Innere ist von den Laven des Sinus Medii überflutet und daher eben.
| Buchstabe | Position         | Durchmesser | Link |
| --------- | ---------------- | ----------- | ---- |
| A         | 4,35° S, 0,18° O | 15 km       |      |
| B         | 4,27° S, 0,8° O  | 4 km        |      |
| C         | 3,51° S, 0,17° O | 5 km        |      |
| D         | 0,25° S, 2,74° O | 4 km        |      |
| K         | 3,84° S, 0,99° O | 7 km        |      |
| R         | 3,52° S, 2,07° O | 13 km       |      |
| W         | 3,27° S, 2,71° O | 3 km        |      |
| X         | 2,93° S, 0,67° W | 5 km        |      |
| Y         | 1,29° S, 0,51° O | 3 km        |      |

Der Krater wurde 1935 von der IAU nach dem französischen Naturforscher René-Antoine Ferchault de Réaumur offiziell benannt.